# 1417
Năm 1417 là một năm thường bắt đầu vào Thứ Sáu trong lịch Julius.

## Sinh
- 23 tháng 2 - Giáo hoàng Paul II (mất 1471)
- 31 tháng 5 - Nguyễn Trực, trạng Nguyên Việt Nam (m. 1474)
- 19 tháng 6 - Sigismondo Pandolfo Malatesta, chúa tể của Rimini (mất 1468)
- 23 tháng 11 - William FitzAlan, Ngày 16 Bá tước Arundel, chính trị gia Anh (mất 1487)
- Ngày chưa biết:
  - Jöns Bengtsson Oxenstierna, nhiếp chính của Thụy Điển
  - Nicholas của Flüe, thánh Thụy Sĩ (mất 1487)

## Mất
- Tháng một - Art mac Art MacMurrough-Kavanagh, Vua của Leinster (sinh 1357)
- 29 tháng 4 - II của Naples Louis (sinh 1377)
- 4 tháng 9 - Robert Hallam, giám mục Công giáo tiếng Anh
- 16 tháng 9 - Francesco Zabarella, luật gia người Ý (sinh 1360)
- 18 tháng 10 - Đức Giáo hoàng Gregory XII
- 14 tháng 12 - John Oldcastle, lãnh đạo Lollard Anh